# Деситіати

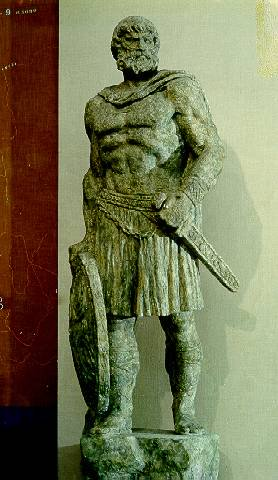
Бато Daesitiate

Деситіати — іллірійське плем'я, яке мешкало на території сучасної центральної Боснії  за часів Римської республіки. Про них відомо з кінця IV століття до нашої ери і до початку III століття н. е. Свідчення їхньої повсякденної діяльності можна знайти в літературних джерелах та у матеріальних знахідках середньобоснійської культурної групи, яка асоціюється з племенем єситатів.

## Етимологія
Етимологія назви до цих пір не ясна. Можливо, етимологію слова потрібно шукати в давньогрецькому і латинською мовами. Наприклад, в давньогрецькій мові dasos — ліс, deisi — молитва, в латинському desido — поселення, desitus (мн. Ч. — desino) — залишити., що ця назва пов'язана з іллірійським словом баран.
Воно може бути пов'язано зі словом dasa, уживаній в південнослов'янських мовах в значенні хороша людина, або з албанським словом dash — баран. Останнє значення можна пов'язати з вівчарством — одним з основних видів господарської діяльності племені, і навіть з войовничістю.

## Історія
Деситіати були присутніми під час римського панування на Західних Балканах, їх ім'я можна знайти в історичних творах античних письменників. Протягом 19 століття науковий інтерес до деситіатів активізувався, завдяки чому дослідження були зосереджені в районі Верхньої Боснії. Їх територія була однією з головних складових іллірійського етнокультурного комплексу, що простягався від південної Адріатики до Дунаю на півночі. Столицею племені може бути сучасне місто Бреза, розташоване в центральній частині Боснії. Вони створили згуртовану спільноту, яка характеризувалася чітко визначеними структурами.

### Римська імперія
Після майже трьох століть політичної незалежності Деситіати були підкорені римським імператором Августом. Потім вони були включені в провінцію Іллірік із загальною кількістю 103 декурії. 
Деситіати першими підняли повстання під керівництвом Бато Деситіата, і незабаром до них приєдналися Бреуці. Повстання швидко охопило величезні райони Західних Балкан та Дунайського регіону.  Чотирирічна війна, яка тривала з 6 по 9 р. н. е., спричинила величезну концентрацію римських військ у цьому районі. Роль деситіатів у повстанні була величезною, що сприяло їх остаточному зникненню в подальшій романізації, що послідувала. Їх ідентичність у пізніші часи античності перетворилася на муніципальну та провінційну далматинську ідентичність.

## Археологічні пам'ятки

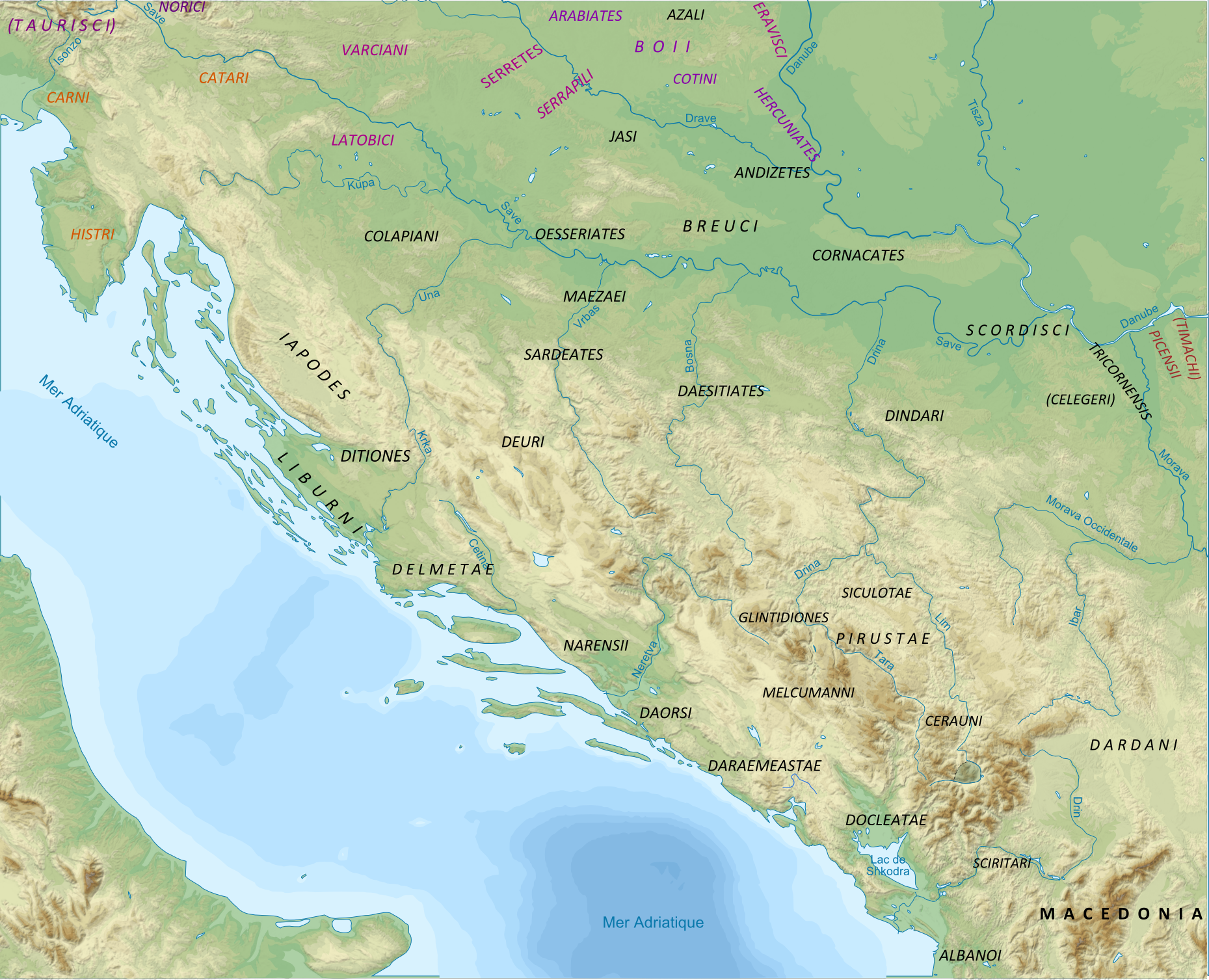
Племена в Іллірії та Нижній Паннонії

Залишилась значна кількість залишків укріплень, сіл та селищ. Деякі з них були досліджені археологічними розкопками, під час яких були виявлені численні некрополі і гробниці в долині Лашва, близько Кіселяк і т. д. Однак найзначніше місце було знайдено в Бугойно, що називається Градина Под. Це поселення міського типу, яке містить високий рівень житлової архітектури. 